# Hans Spank
Johannes Ernst Spank (* 22. Januar 1893 in Dresden; † 5. Juli 1962 ebenda) war ein deutscher Maler und Grafiker.

## Leben und Werk
Er wurde in Albertstadt als Sohn eines Vizewachtmeisters geboren. Spank studierte von 1920 bis 1926 bei Richard Dreher an der Kunstakademie Dresden und arbeitete dann als freier Maler in Dresden.
U. a. 1926 hielt er sich zum Arbeiten auf der unter Künstlern beliebten Insel Hiddensee auf. Anlässlich der „Jahresschau Deutsche Arbeit“ in Dresden war 1927 zu lesen, dass Spank dort – neben anderen Künstlern – „mit bemerkenswerten Leistungen auf dem Gebiet der Graphik“ hervorgetreten sei.
In der Zeit des Nationalsozialismus war Spank Mitglied der Reichskammer der bildenden Künste. Für diese Zeit ist seine Teilnahme an dreizehn großen Ausstellungen, darunter 1941 die Große Deutsche Kunstausstellung in München, und 1940 eine Einzelausstellung mit Curt Querner und Johannes Ufer (1974–1958) in der Kunsthütte Chemnitz sicher belegt.
Das Adressbuch verzeichnete ihn u. a. 1943/1944 mit seiner Ehefrau, der Schauspielerin Charlotte Spank-Crusius, in der Collenbuschstraße 28.
Auch nach dem Ende des Zweiten Weltkriegs arbeitete Spank freischaffend in Dresden. Er war Mitglied im Verband Bildender Künstler der DDR.

## Werke (Auswahl)
- Weiden im Wind (Kreide-Zeichnung; ausgestellt 1941 auf der Großen Deutschen Kunstausstellung)[4]
- Sächsisches Hügelland (Zeichnung; ausgestellt 1941 auf der Großen Deutschen Kunstausstellung)[5]
- Herbstlicher Garten (Aquarell; ausgestellt 1947 auf der Ersten Ausstellung Dresdner Künstler)[6]
- Bildhauer im Dresdner Zwinger (Tuschezeichnung)[7][8]
- Winterdämmerung in Loschwitz (Tafelbild, Öl)[9][8]
- Blick auf die Pillnitzer Landstraße mit Kirchruine der Loschwitzer Kirche (Tafelbild, Öl)[10]

## Weitere Ausstellungsbeteiligungen (Auswahl)
- 1928 Dresden, II. Jubiläumsausstellung des Sächsischen Kunstvereins Dresden „Sächsische Kunst unserer Zeit“
- 1946 Dresden, Kunstausstellung Sächsische Künstler
- 1947 Dresden, Erste Ausstellung Dresdner Künstler[11]
- 1948 Leipzig, „Ausstellung Dresdner Künstler“ im Museum der bildenden Künste

- 1949 Dresden, 2. Deutsche Kunstausstellung
- 1952 Chemnitz, Mittelsächsische Kunstausstellung